# Pachnoda cordata
Pachnoda cordata ist eine Käferart aus der Unterfamilie der Rosenkäfer (Cetoniinae).

## Merkmale
Die 15 bis 25 Millimeter langen Käfer zeigen auf leuchtend gelbem Grund ein Muster aus dunklen Flecken auf dem Halsschild und den Elytren. Diese können je nach Unterart tief schwarz, hell- bis dunkelbraun oder braun mit schwarzem Rand sein. Es gibt Unterarten, bei denen sich alle Flecken scharf vom gelben Untergrund abheben und solche, bei denen einige einen verwaschenen Rand haben. Auch die Kombination verschieden gestalteter dunkler Zeichnungselemente ist zu finden. Die Flecken sind in vier Reihen angeordnet. Häufig unterscheidet sich das zweite Paar in der Färbung von den anderen. Diese Flecken sind oft dunkler, kleiner und rundlicher als die übrigen und haben gelegentlich einen unscharfen Rand. Die Zeichnung der ersten, dritten und vierten Fleckenreihe auf den Elytren scheint jeweils aus vier häufig völlig miteinander verlaufenden Flecken zu bestehen. Auf dem Halsschild befinden sich neben einem großen Paar, ebenfalls gelegentlich miteinander verbundener Flecken noch zwei kleinere Punkte am vorderen Rand. Oft sind die Elytren und der Halsschild dunkel gerandet. Auf dem gelben Kopf werden die Augen flächig von zwei, wie Scheuklappen erscheinenden, dunklen Bereichen abgedeckt. Diese treffen auf der Stirn zusammen und lassen so ein nach unten offenes, gelbes Dreieck entstehen. Während die Schenkel der Beine gelb sind, sind die Schienen rotgelb und zu den Tarsen hin dunkelbraun. Die Bauchseite ist größtenteils gelb. Die Ränder der Segmente von Thorax und Abdomen sind dunkel gerandet. Die Männchen haben im mittleren Bereich des bauchseitigen Abdomens eine dunkel gefärbte Längsrinne, die den Weibchen fehlt.

## Name und Systematik
Für Pachnoda cordata ist derzeit kein deutscher Trivialname gebräuchlich. Die Nominatform wurde 1773 von Dru Drury unter dem Namen Scarabaeus cordata beschrieben. Bereits im Jahre 1790 beschrieb Herbst eine Art, die er zunächst in die von Fabricius 1775 neu aufgestellte Gattung Cetonia einordnete und die er Cetonia tigris nannte. Diese wurde später als die erste Unterart von Pachnoda cordata erkannt.
Folgende Unterarten werden derzeit unterschieden:
- Pachnoda cordata cordata (Drury, 1773)
- Pachnoda cordata camerounensis Rigout, 1984
- Pachnoda cordata dahomeyana Rigout, 1985
- Pachnoda cordata obsoleta Schaum, 1844
- Pachnoda cordata tigris (Herbst, 1790)
- Pachnoda cordata villiersi Ruter, 1953

## Verbreitung, Lebensweise und Terrarienhaltung
Pachnoda cordata ist in den verschiedenen Unterarten über große Teile Zentral- und Westafrikas bis nach Südafrika verbreitet. So sind Funde aus Kamerun (Pachnoda cordata camerounensis), Togo (Pachnoda cordata dahomeyana), Ghana, Burkina Faso, Benin, der Elfenbeinküste, Guinea, Mali, Nigeria, dem Tschad und dem Senegal bekannt.
Die tagaktiven Käfer ähneln in Verhalten, Ernährung und Fortpflanzung anderen Arten der Gattung Pachnoda. Sie gelten als einfach bis mittel schwierig im Terrarium zu halten und lassen sich wie etwa der Kongo-Rosenkäfer (Pachnoda marginata) mit reifen Früchten ernähren. Wie bei diesem sollte das Substrat aus einem Waldboden-Humus-Gemisch mit zusätzlich eingebrachtem, weißfaulendem Holz von Eiche, Buche, Ahorn oder Linde bestehen, an dem Larven und Käfer nagen können. Die Larven wachsen sehr schnell heran. Die Puppenruhe dauert etwa drei bis fünf Monate. Bis die Imagines mit der Eiablage beginnen, vergehen oft einige Monate. Dafür erreichen sie aber ein Alter von sechs bis zwölf Monaten.

## Bilder

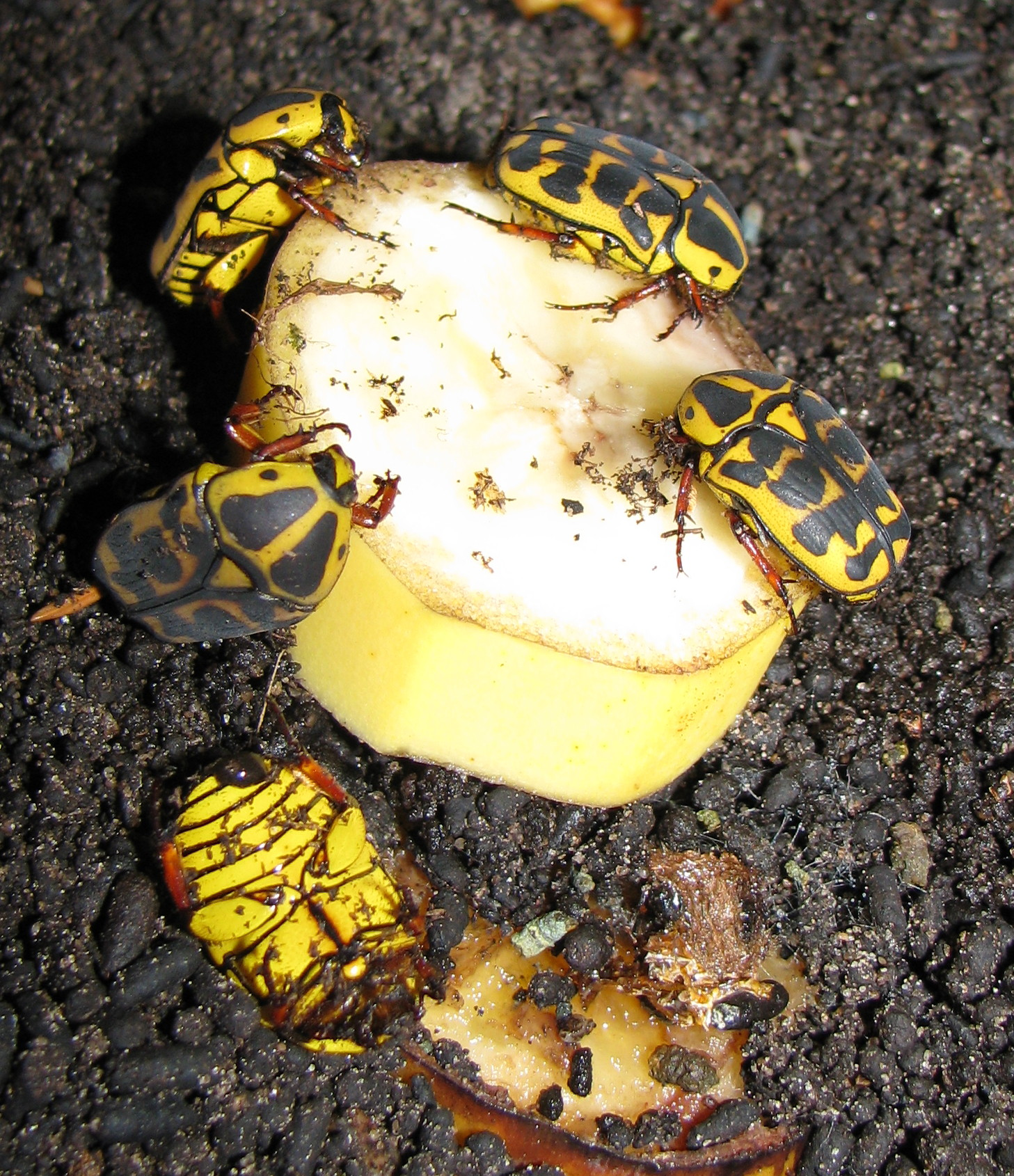
Pachnoda cordata
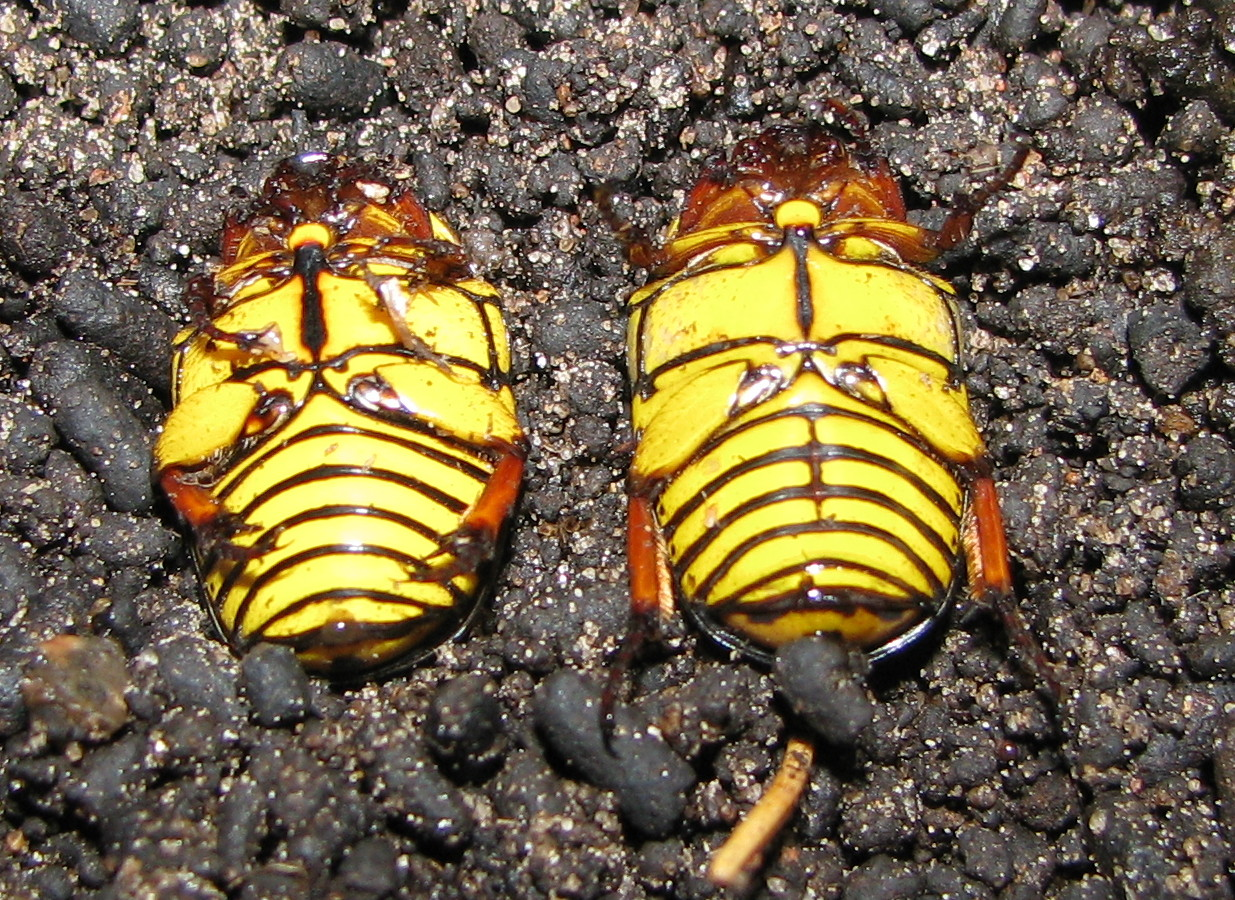
Pachnoda cordata, links Weibchen, rechts Männchen